# Uzbequistão nos Jogos Olímpicos de Verão de 2012
O Uzbequistão competiu nos Jogos Olímpicos de Verão de 2012, que aconteceram na cidade de Londres, no Reino Unido, de 27 de julho até 12 de agosto de 2012.

## Desempenho

### Atletismo
Masculino
| Suhrob Khodjaev | Arremesso de martelo | 65,88m | 38º |  |  |  |  | Não avançou | Não avançou | Não avançou | Não avançou |

### Halterofilismo
Masculino
| Atleta             | Evento | Arranque (kg) | Arremesso (kg) | Total (kg) | Posição |
| ------------------ | ------ | ------------- | -------------- | ---------- | ------- |
| Ruslan Makarov     | -56kg  | 117,0         | DNF            | DNF        | DNF     |
| Bakhram Mendibaev  | -69kg  | DNF           | DNF            | DNF        | DNF     |
| Sherzodjon Yusupov | -85kg  | 155,0         | 195,0          | 350,0      | 11º     |
| Ruslan Nurudinov   | -105kg | 184,0         | 220,0          | 404,0      | 4º      |
| Ivan Efremov       | -105kg | 183,0         | 218,0          | 401,0      | 5º      |

Feminino
| Atleta          | Evento | Arranque (kg) | Arremesso (kg) | Total (kg) | Posição |
| --------------- | ------ | ------------- | -------------- | ---------- | ------- |
| Marina Sisoyeva | -48kg  | DNF           | DNF            | DNF        | DNF     |

### Natação
Feminino
| Atletas           | Evento       | Eliminatórias | Eliminatórias | Semifinal   | Semifinal   | Final       | Final       |
| Atletas           | Evento       | Tempo         | Posição       | Tempo       | Posição     | Tempo       | Posição     |
| ----------------- | ------------ | ------------- | ------------- | ----------- | ----------- | ----------- | ----------- |
| Yulduz Kuchkarova | 200 m costas | 2min18s60     | 37º           | Não avançou | Não avançou | Não avançou | Não avançou |
| Ranohon Amanova   | 200 m medley | 2min15s37     | 25º           | Não avançou | Não avançou | Não avançou | Não avançou |

### Tênis
Masculino
| Atleta        | Evento  | Fase de 64                        | Fase de 32                                | Fase de 16                | Quartas                | Semifinais             | Final                  | Final       |
| Atleta        | Evento  | Adversário e resultado            | Adversário e resultado                    | Adversário e resultado    | Adversário e resultado | Adversário e resultado | Adversário e resultado | Posição     |
| ------------- | ------- | --------------------------------- | ----------------------------------------- | ------------------------- | ---------------------- | ---------------------- | ---------------------- | ----------- |
| Denis Istomin | Simples | ESP F. Verdasco V 6-4, 7-6 (11-9) | LUX G. Müller V 6-7 (4-7), 7-6 (7-3), 7-5 | SUI R. Federer D 5-7, 3-6 | Não avançou            | Não avançou            | Não avançou            | Não avançou |